# Sportverein Darmstadt 1898 2000-2001
Questa voce raccoglie le informazioni riguardanti lo Sportverein Darmstadt 1898 nelle competizioni ufficiali della stagione 2000-2001.

## Stagione
Nella stagione 2000-2001 il Darmstadt, allenato da Michael Feichtenbeiner, concluse il campionato di Regionalliga sud al 5º posto.

## Rosa
| N. |                        | Ruolo | Calciatore       |
| -- | ---------------------- | ----- | ---------------- |
| 1  | Germania (bandiera)    | P     | Andreas Clauß    |
| 2  | Germania (bandiera)    | C     | Claude Brancourt |
| 3  | Germania (bandiera)    | D     | Tuncay Nadaroğlu |
| 4  | Germania (bandiera)    | D     | Thomas Schmidt   |
| 5  | Germania (bandiera)    | D     | Matthias Örüm    |
| 6  | Germania (bandiera)    | C     | Rolf Lang        |
| 8  | Serbia (bandiera)      | C     | Živojin Juškić   |
| 9  | Paesi Bassi (bandiera) | A     | Ronald Hoop      |
| 10 | Germania (bandiera)    | C     | Thomas Franck    |
| 11 | Stati Uniti (bandiera) | A     | David Wagner     |
| 12 | Camerun (bandiera)     | D     | Jules Mpene      |
| 12 | Romania (bandiera)     | C     | Roland Nagy      |

| N. |                     | Ruolo | Calciatore           |
| -- | ------------------- | ----- | -------------------- |
| 13 | Germania (bandiera) | C     | Sascha Lense         |
| 14 | Germania (bandiera) | C     | Alexander Lorenz     |
| 15 | Svizzera (bandiera) | D     | Alexandre de Freitas |
| 16 | Germania (bandiera) | C     | Oscar Corrochano     |
| 17 | Germania (bandiera) | C     | Boris Kolb           |
| 18 | Germania (bandiera) | D     | Matthias Hohmann     |
| 18 | Germania (bandiera) | A     | Sascha Maier         |
| 20 | Germania (bandiera) | D     | Daniel Leifermann    |
| 20 | Germania (bandiera) | A     | Nico Beigang         |
| 25 | Germania (bandiera) | P     | Kai Arras            |
| 26 | Brasile (bandiera)  | C     | Elton da Costa       |
|    | Brasile (bandiera)  | A     | Evandro              |

## Organigramma societario
Area tecnica
- Allenatore: Michael Feichtenbeiner
- Allenatore in seconda:
- Preparatore dei portieri:
- Preparatori atletici:
- Analisi video:

## Calciomercato

### Sessione estiva
| Acquisti | Acquisti         | Acquisti            | Acquisti |
| R.       | Nome             | da                  | Modalità |
| -------- | ---------------- | ------------------- | -------- |
| A        | Nico Beigang     | Darmstadt U19       |          |
| C        | Claude Brancourt | VfR Mannheim        |          |
| C        | Elton da Costa   | FSV Francoforte     |          |
| D        | Matthias Hohmann | Saarbrücken         |          |
| C        | Živojin Juškić   | Greuther Fürth      |          |
| C        | Sascha Lense     | Dinamo Dresda       |          |
| C        | Alexander Lorenz | Vikt. Aschaffenburg |          |

| Cessioni | Cessioni        | Cessioni                  | Cessioni |
| R.       | Nome            | a                         | Modalità |
| -------- | --------------- | ------------------------- | -------- |
| D        | Thorsten Becht  | Template:Calcio SG Walluf |          |
| C        | Tim Gutberlet   | St. Pauli                 |          |
| C        | Jens Krinke     | Jahn Ratisbona            |          |
| A        | Timo Leifermann | Vikt. Aschaffenburg       |          |
| A        | Artur Maxhuni   | Wehen Wiesbaden           |          |
| D        | Robert Nikolic  | Magonza                   |          |
| D        | Tony Sekulić    | VfR Mannheim              |          |
| D        | Oliver Wölki    | FC Heilbronn              |          |

### Sessione invernale
| Acquisti | Acquisti     | Acquisti         | Acquisti |
| R.       | Nome         | da               | Modalità |
| -------- | ------------ | ---------------- | -------- |
| A        | Sascha Maier | Waldhof Mannheim |          |

| Cessioni | Cessioni       | Cessioni             | Cessioni |
| R.       | Nome           | a                    | Modalità |
| -------- | -------------- | -------------------- | -------- |
| A        | Sergej Kusmin  | Arminia Bielefeld II |          |
| A        | Audenzio Musci | SV Erzhausen         |          |

## Risultati

### Regionalliga

#### Girone di andata
| Arbitro: | Schalk |

|           |           |  |
| Musci 56’ | Marcatori |  |

| Arbitro: | Stark |

|                                            |           |                              |
| Jović 32’ Schön 35’ Schwesinger 63’ (rig.) | Marcatori | 42’ (aut.) Schön 74’ Evandro |

| Arbitro: | Brombacher |

|            |           |  |
| Lorenz 81’ | Marcatori |  |

| Arbitro: | Walz |

|                                |           |           |
| Lauth 18’ Kresin 32’ Fuchs 53’ | Marcatori | 82’ Musci |

| Darmstadt 30 agosto 2000, ore 20:15 CEST 5ª giornata | Darmstadt | 0 – 0 referto | Karlsruhe | Stadion am Böllenfalltor (8 000 spett.)\| Arbitro: \| Merk \| |
| Arbitro:                                             | Merk      |               |           |                                                               |

| Arbitro: | Palilla |

|                                           |           |          |
| Valchev 2’ Zibert 12’ Loos 51’ Czakon 62’ | Marcatori | 87’ Hoop |

| Arbitro: | Peukert |

|            |           |                                   |
| Magdic 62’ | Marcatori | 47’, 58’ Hoop 83’ Örüm 90’ Wagner |

| Arbitro: | Schmidt |

|                                              |           |          |
| Hoop 7’ Wagner 10’, 52’ Kolb 40’ Evandro 86’ | Marcatori | 90’ Lutz |

| Arbitro: | Bauer |

|                                      |           |                            |
| Tölcseres 47’ Fersch 64’ (rig.), 87’ | Marcatori | 53’ Lang 79’ (rig.) Wagner |

| Arbitro: | Brych |

|         |           |             |
| Hoop 8’ | Marcatori | 61’ Winkler |

| Arbitro: | Kammerer |

|           |           |  |
| Cramer 5’ | Marcatori |  |

| Arbitro: | Pickel |

|             |           |  |
| Evandro 63’ | Marcatori |  |

| Arbitro: | Göbel |

|               |           |          |
| Bodenstein 6’ | Marcatori | 49’ Kolb |

| Arbitro: | Maier |

|            |           |            |
| Wagner 42’ | Marcatori | 46’ Seeber |

| Arbitro: | Fleischer |

|          |           |                     |
| Ertl 56’ | Marcatori | 46’ Hoop 71’ Juškić |

| Arbitro: | Kiefer |

|  |           |            |
|  | Marcatori | 23’ Rögele |

| Arbitro: | Brombacher |

|               |           |            |
| Coulibaly 88’ | Marcatori | 58’ Wagner |

#### Girone di ritorno
| Taunusstein 25 novembre 2000, ore 14:30 CET 18ª giornata | Wehen  | 0 – 0 referto | Darmstadt | Am Halberg (1 800 spett.)\| Arbitro: \| Schalk \| |
| Arbitro:                                                 | Schalk |               |           |                                                   |

| Arbitro: | Friedrichs |

|                                 |           |               |
| Hohmann 21’ Nagy 37’ Wagner 60’ | Marcatori | 69’ Raičković |

| Arbitro: | Frey |

|  |           |                |
|  | Marcatori | 50’ de Freitas |

| Arbitro: | Bauer |

|                     |           |             |
| Wagner 28’ Örüm 84’ | Marcatori | 58’ Ollhoff |

| Karlsruhe 3 marzo 2001, ore 15:00 CET 22ª giornata | Karlsruhe | 0 – 0 referto | Darmstadt | Wildparkstadion (10 200 spett.)\| Arbitro: \| Sippel \| |
| Arbitro:                                           | Sippel    |               |           |                                                         |

| Arbitro: | Lippus |

|               |           |  |
| Hoop 73’, 80’ | Marcatori |  |

| Arbitro: | Bielmeier |

|                           |           |                        |
| Nagy 57’ Evandro 65’, 83’ | Marcatori | 41’ Barlecaj 52’ Simon |

| Arbitro: | Palilla |

|                                       |           |             |
| Lützler 26’ (rig.) Younga-Mouhani 41’ | Marcatori | 55’ Evandro |

| Arbitro: | Sahler |

|                              |           |              |
| Wagner 6’ Lense 75’ Hoop 81’ | Marcatori | 59’ Mokhtari |

| Arbitro: | Merk |

|            |           |  |
| Racanel 7’ | Marcatori |  |

| Arbitro: | Raquet |

|            |           |  |
| Wagner 31’ | Marcatori |  |

| Arbitro: | Schmidt |

|  |           |                   |
|  | Marcatori | 41’ (rig.) Wagner |

| Arbitro: | Kircher |

|         |           |             |
| Kolb 6’ | Marcatori | 89’ Zitouni |

| Arbitro: | Edinger |

|                                            |           |               |
| Hleb 53’ Haas 63’ Schmiedel 83’ Adrion 90’ | Marcatori | 56’, 74’ Örüm |

| Arbitro: | Sippel |

|  |           |           |
|  | Marcatori | 54’ Würll |

| Arbitro: | Stark |

|                                |           |  |
| Agu 34’ Tuma 68’ Wirsching 79’ | Marcatori |  |

| Arbitro: | Viktora |

|                   |           |  |
| Hoop 49’ Kolb 71’ | Marcatori |  |

## Statistiche

### Statistiche di squadra
| Competizione     | Punti | In casa | In casa | In casa | In casa | In casa | In casa | In trasferta | In trasferta | In trasferta | In trasferta | In trasferta | In trasferta | Totale | Totale | Totale | Totale | Totale | Totale | DR |
| Competizione     | Punti | G       | V       | N       | P       | Gf      | Gs      | G            | V            | N            | P            | Gf           | Gs           | G      | V      | N      | P      | Gf     | Gs     | DR |
| ---------------- | ----- | ------- | ------- | ------- | ------- | ------- | ------- | ------------ | ------------ | ------------ | ------------ | ------------ | ------------ | ------ | ------ | ------ | ------ | ------ | ------ | -- |
| Regionalliga sud | 53    | 17      | 11      | 4       | 2       | 27      | 11      | 17           | 4            | 4            | 9            | 19           | 28           | 34     | 15     | 8      | 11     | 46     | 39     | +7 |
| Totale           | 53    | 17      | 11      | 4       | 2       | 27      | 11      | 17           | 4            | 4            | 9            | 19           | 28           | 34     | 15     | 8      | 11     | 46     | 39     | +7 |

### Andamento in campionato
| Giornata  | 1 | 2 | 3 | 4  | 5  | 6  | 7  | 8 | 9 | 10 | 11 | 12 | 13 | 14 | 15 | 16 | 17 | 18 | 19 | 20 | 21 | 22 | 23 | 24 | 25 | 26 | 27 | 28 | 29 | 30 | 31 | 32 | 33 | 34 |
| --------- | - | - | - | -- | -- | -- | -- | - | - | -- | -- | -- | -- | -- | -- | -- | -- | -- | -- | -- | -- | -- | -- | -- | -- | -- | -- | -- | -- | -- | -- | -- | -- | -- |
| Luogo     | C | T | C | T  | C  | T  | T  | C | T | C  | T  | C  | T  | C  | T  | C  | T  | T  | C  | T  | C  | T  | C  | C  | T  | C  | T  | C  | T  | C  | T  | C  | T  | C  |
| Risultato | V | P | V | P  | N  | P  | V  | V | P | N  | P  | V  | N  | N  | V  | P  | N  | N  | V  | V  | V  | N  | V  | V  | P  | V  | P  | V  | V  | N  | P  | P  | P  | V  |
| Posizione | 4 | 7 | 4 | 10 | 11 | 13 | 10 | 5 | 7 | 8  | 10 | 8  | 8  | 9  | 7  | 8  | 9  | 8  | 8  | 6  | 5  | 5  | 4  | 4  | 4  | 4  | 5  | 4  | 4  | 4  | 5  | 5  | 5  | 5  |

Legenda:

Luogo: C = Casa; T = Trasferta. Risultato: V = Vittoria; N = Pareggio; P = Sconfitta.

### Statistiche dei giocatori
| K. Arras      | 0  | 0  | 0  | 0 |
| N. Beigang    | 3  | 0  | 0  | 0 |
| C. Brancourt  | 1  | 0  | 0  | 0 |
| A. Clauß      | 34 | 0  | 1  | 0 |
| O. Corrochano | 29 | 0  | 8  | 0 |
| E. Costa      | 23 | 0  | 2  | 0 |
| E. Evandro    | 24 | 6  | 3  | 0 |
| T. Franck     | 8  | 0  | 1  | 0 |
| M. Hohmann    | 28 | 1  | 4  | 0 |
| R. Hoop       | 32 | 10 | 2  | 0 |
| Ž. Juškić     | 31 | 1  | 13 | 1 |
| B. Kolb       | 30 | 4  | 2  | 0 |
| S. Kusmin     | 6  | 0  | 0  | 0 |
| R. Lang       | 27 | 1  | 6  | 0 |
| D. Leifermann | 3  | 0  | 0  | 0 |
| S. Lense      | 28 | 1  | 1  | 0 |
| A. Lorenz     | 33 | 1  | 2  | 0 |
| S. Maier      | 2  | 0  | 0  | 0 |
| J. Mpene      | 0  | 0  | 0  | 0 |
| A. Musci      | 9  | 2  | 3  | 0 |
| T. Nadaroğlu  | 15 | 0  | 5  | 0 |
| R. Nagy       | 19 | 2  | 9  | 0 |
| T. Schmidt    | 19 | 0  | 4  | 1 |
| D. Wagner     | 31 | 11 | 4  | 0 |
| A. de Freitas | 10 | 1  | 1  | 1 |
| M. Örüm       | 30 | 4  | 6  | 0 |